# Leib Gruzman
Idl-Leib Gruzman (în idiș ‏‏‏יהודה-לײב גרוזמאַן‎‏‏‎, transliterat Yehude-Leib Gruzman, în rusă Лейб Грузман; n. 4 martie 1902, Edineț, Imperiul Rus – d. 11 iunie 1961, Buenos Aires, Argentina) a fost un jurnalist, editor, și scriitor argentinian, la origine - evreu născut în Basarabia. A scris în limbile idiș și ebraică.

## Biografie
Gruzman s-a născut în târgul Edineț (acum oraș și centru raional din Republica Moldova) din ținutul Hotin, gubernia Basarabia a Imperiului Rus, unde tatăl său Avrum-Obe deținea un magazin de papetărie (părinții lui au murit în ghetou în timpul celui de-al doilea război mondial). A studiat la un heder și ieșiva din Moghilău și Odesa (1915), unde i-a cunoscut pe Haim Nahman Bialik și Iacov Fihman⁠(ru)[traduceți]. După unirea Basarabiei cu România în 1918 s-a întors la Edineț, ulterior, pentru o vreme a locuit la Cernăuți, unde a predat limba ebraică. În timp ce se afla la Cernăuți, a început să publice în ebraică periodicele Ha-Șiloah, Ha-Thiia și Ha-Tsira.
În 1922 a emigrat în Argentina, unde a devenit în curând director al școlii ebraice „Ehudit” pentru 600 de studenți pe lângă Asociația Evreiască de Colonizare, fondată de Maurice de Hirsch. La sfârșitul anilor 1920 s-a mutat la Buenos Aires, unde în 1929 a fondat revista literară săptămânală (și ulterior lunară) „Der Spiegl” (El Espejo – oglindă), devenind una dintre cele două reviste literare idiș din Argentina, pe care a editat-o până la sfârșitul vieții. A fost și redactor al ziarului Di Tribune și co-editor al revistei umoristice Penemer un penemleh („Fețe și iar fețe”) din Buenos Aires. A fost corespondent argentinian pentru ziarul New York-ez „Morgn-journal”.
A mai publicat în idiș în periodicele argentiniene: Di Yiddish Zeitung („Ziarul evreiesc”), Far groys un klein („Pentru mari și mici”) și în ebraică în revistele Ha-Bima ha-ivrit și Hehaluts. Împreună cu Iacov Botoșanski a publicat patru cărți din seria Bessaraber idn („Evreii basarabeni”).